# Apocalypse Pompei
Pour plus de détails, voir Fiche technique et Distribution.
Apocalypse Pompei est un film catastrophe américain de 2014, produit par The Asylum et réalisé par Ben Demaree. Le film met en vedette Adrian Paul, Jhey Castles, John Rhys-Davies, Dylan Vox et Dan Cade. Il a été tourné à Sofia, en Bulgarie, et à Pompéi, en Italie.
Le film est sorti directement en DVD le 8 février 2014. Dans la tradition du catalogue de The Asylum, Apocalypse Pompéi est un mockbuster du film Pompéi de Paul W. S. Anderson,.

## Synopsis
Un ancien commando des opérations spéciales visite Pompéi, en Italie avec sa famille, lorsque le Vésuve entre en éruption avec une force massive. Sa femme et sa fille sont piégées. Alors que sa famille se bat pour survivre au danger mortel de la chaleur et de la lave, il engage ses anciens coéquipiers dans une opération audacieuse sous les ruines de Pompéi.

## Distribution
- Adrian Paul : Jeff Pierce
- Jhey Castles : Lynne Pierce
- Georgina Beedle : Mykaela Pierce
- John Rhys-Davies : le colonel Carlo Dillard
- Dylan Vox : Kal
- Dan Cade : Cade
- Constatine Trendafilov : Gianni
- Assen Vukushev : Naveen
- Alexandra Petrova-Emisti : Rashida
- Yordam Yositov : Rosso
- Harry Anichkin : le colonel italien
- Vrunda Patel:  Christina
- Jonas Talkington : Paul
- Ralitsa Paskaleva : Alita
- J.R. Esposito : Smith
- Michael Straub : Herricane
- Ivan Panayotov : Soldat
- Malin Marinov : Officier de police
- Owen Davis : le pilote

## Production
Ce film marque les débuts de Ben Demaree en tant que réalisateur. Auparavant, il avait été directeur de la photographie sur de nombreux films, dont la série Sharknado. Le tournage a eu lieu pendant 12 jours à Sofia, en Bulgarie, au cours du mois de septembre, puis quelques jours d’une seconde équipe à la vraie Pompéi en Italie.
La plupart des membres de l’équipe étaient recrutés localement, avec seulement une poignée de personnes venues des États-Unis, y compris le mixeur du son et l’opérateur de la steadicam. La distribution était un mélange d’Américains, de Britanniques et de Bulgares locaux. Il y avait des avantages financiers à filmer en Bulgarie, permettant ainsi au film de faire de plus grandes cascades, y compris des brûlures corporelles, des incendies de voitures et l’utilisation de bombes en liège pour les explosions de « roches volcaniques volantes ».

## Accueil

### Réception critique
Le critique Frank Veenstra a donné au film 4 étoiles sur 10 en disant : « L’écriture n’est pas si géniale et pour être honnête, c’est un film très ridicule, mais en même temps, c’est aussi un film assez créatif. »
Martin Hafer d’Influx a donné au film une étoile sur cinq, disant que « l’intrigue est stupide et les personnages sont superficiels – souvent des caricatures ».